# 船荷証券

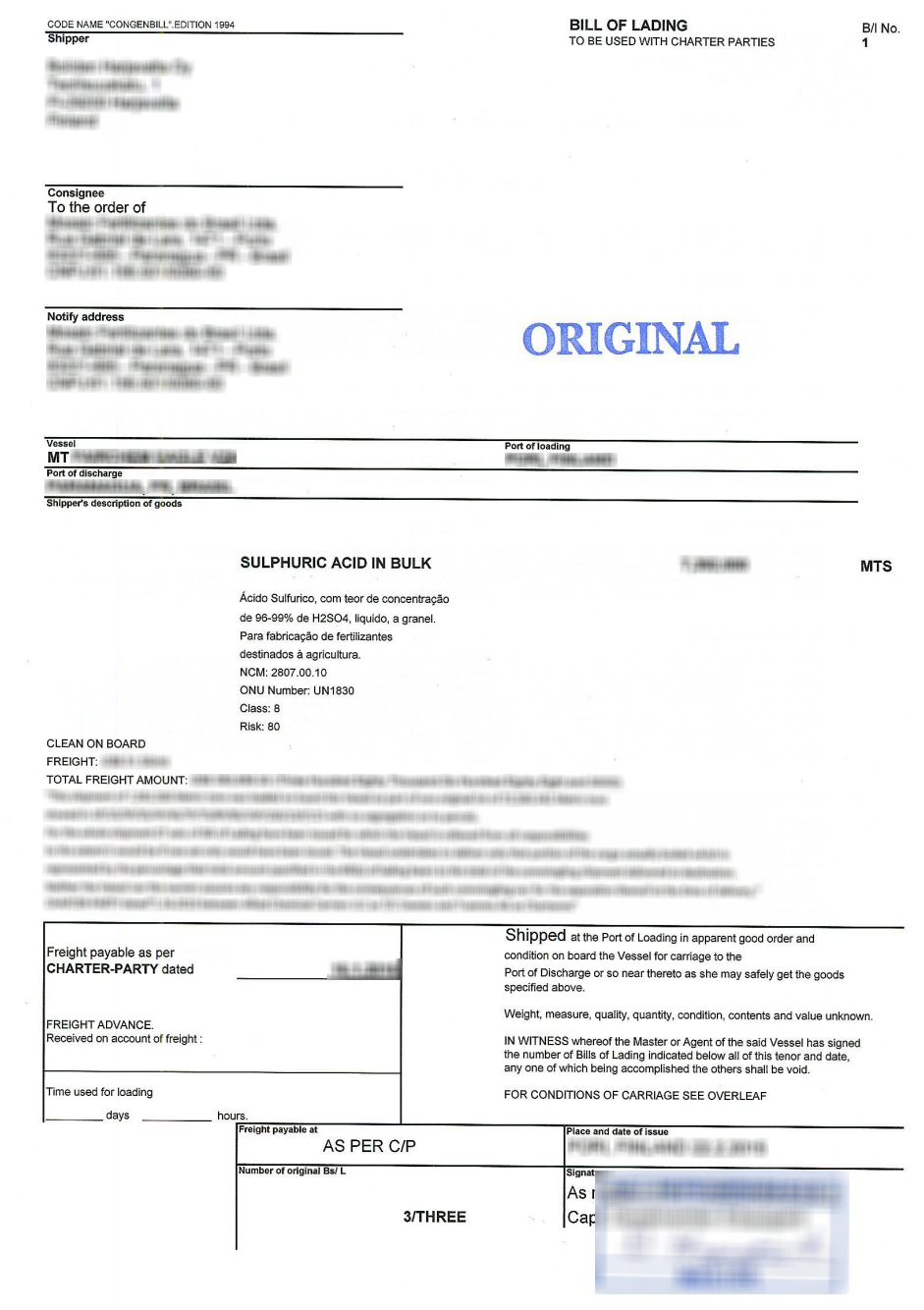
B/L

船荷証券（ふなにしょうけん, Bill of Lading）とは、貿易における船積書類のひとつ。船会社など運送業者が発行し、貨物の引き受けを証明し、当該貨物受け取りの際の依拠とする。英語ではB/Lと略す。船積書類のうち、もっとも重要な書類である。

## 船荷証券の性質
- 船荷証券は、運送品引渡請求権が表章された有価証券である[1]。
- 船荷証券は、船会社に対して貨物を引き渡したことを証する受取証である[2]。
- 船荷証券は、荷揚げ地において貨物の引取に必要な引換証である [1]。
- 船荷証券は、裏書することにより流通証券となる[3]。
- 船荷証券は、運送業者と荷主との間で運送条件を示した輸送契約書である。

（船荷証券の交付義務）

第七百五十七条　運送人又は船長は、荷送人又は傭船者の請求により、運送品の船積み後遅滞なく、船積みがあった旨を記載した船荷証券（以下この節において「船積船荷証券」という。）の一通又は数通を交付しなければならない。運送品の船積み前においても、その受取後は、荷送人又は傭船者の請求により、受取があった旨を記載した船荷証券（以下この節において「受取船荷証券」という。）の一通又は数通を交付しなければならない。

２　受取船荷証券が交付された場合には、受取船荷証券の全部と引換えでなければ、船積船荷証券の交付を請求することができない。

３　前二項の規定は、運送品について現に海上運送状が交付されているときは、適用しない。
（船荷証券の記載事項）

第七百五十八条　船荷証券には、次に掲げる事項（受取船荷証券にあっては、第七号及び第八号に掲げる事項を除く。）を記載し、運送人又は船長がこれに署名し、又は記名押印しなければならない。

一　運送品の種類

二　運送品の容積若しくは重量又は包若しくは個品の数及び運送品の記号

三　外部から認められる運送品の状態

四　荷送人又は傭船者の氏名又は名称

五　荷受人の氏名又は名称

六　運送人の氏名又は名称

七　船舶の名称

八　船積港及び船積みの年月日

九　陸揚港

十　運送賃

十一　数通の船荷証券を作成したときは、その数

十二　作成地及び作成の年月日
—商法 第三節　船荷証券等

## 船荷証券の流れ
信用状決済（L/C決済）の場合
輸出者は、貨物の船積みを終えると、船会社或いは海運業者が発行した船荷証券を受け取り、船積書類（為替手形、商業送り状 (commercial invoice)、信用状原本等）を添えて銀行に買取（代金の代理支払い）を依頼する。銀行が買い取った船荷証券及び添付の船積書類は、輸入者の国の銀行に送付され、輸入者が貨物代金と引き換えに入手する。輸入者が入手した船荷証券は、貨物の引換証となり、貨物が受け取れる。
船積み後決済（PP決済）の場合
輸出者は、貨物の船積みを終えると、船会社或いは海運業者が発行した船荷証券を受け取り、船積書類（商業送り状 (commercial　invoice)等）を添えて輸入者へ郵送する。輸入者が入手した船荷証券は、貨物の引換証となり、貨物が受け取れる。
決済のない輸出の場合（サンプル・引越荷物等）
輸出者は、貨物の船積みを終えると、船会社或いは海運業者が発行した船荷証券を受け取り輸入者へ郵送する。輸入者が入手した船荷証券は、貨物の引換証となり、貨物が受け取れる。

## 故障付船荷証券
船積みの際に、貨物の梱包や数量に異常が認められた場合は、船会社は船荷証券の表面に“Remarks”または“Notation”と記載する。これを故障付船荷証券 (Foul B/L) という。これに対し、故障についての記載がない船荷証券を無故障船荷証券 (Clean B/L) という。
銀行は原則として無故障船荷証券しか買取に応じない。故障付きでは、貨物の価値が下がるためである。

## 指図式船荷証券と記名式船荷証券
有価証券である船荷証券は、裏書を行うことで所有権の移転を行うことができる。
船荷証券上の荷受人（Consignee）の記載によって、大きく指図式船荷証券と記名式船荷証券に分かれる。
- 指図式船荷証券は、荷受人の欄が"TO ORDER"、若しくは"TO ORDER OF～”となっているもの。
  - "TO ORDER"の場合は、荷主（Shipper）が最初の荷受人となっており、荷主の裏書を持って譲渡性が発生する。
  - "TO ORDER OF ～"の場合は、"～"によって明記された主体（輸入者や輸入側の銀行であることが多い）の裏書を持って譲渡性が発生する。

- 記名式船荷証券（straight B/L）は、荷受人が特定の主体（輸入者であることが多い）として明記されているもの。但し、この場合も荷受人の裏書によって流通性は発生するが、所有権の移転に限定されるので、信用状に基づいた取引でも使えるわけではない。

- 指図式船荷証券と記名式船荷証券ともに輸出者宛に発行されるので、輸出者から輸入者若しくは荷受人に輸入通関に必要な書類とともに送付する必要がある。なお、貨物を積んだ船が輸出港から出航した後には到着港側の船会社本支店営業所若しくはその代理店を通じて船荷証券の荷受人欄や通知先（NOTIFY）欄に記載された情報に基づいて荷受人に貨物到着通知（ARRIVAL NOTICE）を送付して、貨物を積んだ船の到着予定日や到着港で支払う船会社費用が知らされることになっている。

## 元地回収
輸送距離が近い場合、あるいは高速コンテナ船による輸送の場合など、貨物の輸送時間が短い場合には荷受人＝輸入者が船荷証券（B/L）を受け取るよりも先に貨物が荷揚げ港に到着してしまうことがある（船荷証券の危機）。この場合、B/Lがなければ貨物を受け取れないため、輸入者としては銀行に担保を差し入れ、保証状（L/G）を入手して、船会社に提出して貨物を受け取り、B/Lが入手できた後に、船会社に渡して、保証書を返してもらうという手続きを必要とする。この手間を避けるため、荷受人を指定し（ConsigneeをTO ORDERとせずに具体的な受取人を記載する）、船荷証券を船積みの時点で船会社か、その代理店が回収した（surrendered）ことにし、荷主＝輸出者には３通発行される銀行買取可能なオリジナル（原本）のいずれかの複写若しくは銀行買取不能（Non-negotiable）のコピーに『原本元地回収済み』（THE ORIGINALS [HAS BEEN] SURRENDERED）とスタンプされたものだけを渡して、B/L番号などの情報がわかるようにする方法を採る場合がある(元地回収・Surrendered B/L)。 信用状決済には用いることができないため、関係会社など、決済上のリスクが無い場合に用いられるのが普通である。なお、運送人の立場からは、元地回収に関する条約や法令がなく責任関係が曖昧であること、また裏面約款の効力が否定される可能性が存在することから、運送人にとってのリスクが高い点が指摘されている。

## 船荷証券の一部直送
相手との決済に不安があり、信用状決済がしたいが、貨物の引き取りに時間がかかっても困る場合には、通常3枚のオリジナルが発行される船荷証券の内、2枚を銀行買取に用い、1枚を荷受人に直送する方法も用いられている。荷受人がL/Cを開設する際に、このような条件をはっきりと記載しておく必要がある。また、荷主には、万一銀行が荷受人から代金を回収できない場合でも、貨物は相手に渡るリスクがある。

## 船荷証券と海上運送状（Waybill）の違い
上記の元地回収の場合同様、近隣諸国からの海上貨物や、航空貨物の迅速な引き取りを目的に、海上運送状（Waybill）が利用される場合がある。これも、B/Lを呈示しなくても、荷受人 (consignee) がサインすることによって、貨物を受け取ることができる。具体的には、輸出者はWaybillを貨物と一緒に出荷し、港に到着するとあらかじめ荷受人として登録した輸入者に通知が来て、受け取りに行くということになる。航空貨物の場合をAir Waybill、海上貨物の場合をSea Waybillという。Waybillで貨物の受け取りができるのは、B/Lと異なり、所持人ではなく、荷受人のみである。
WaybillはB/Lと異なり、有価証券ではない。また、そのため裏書譲渡もすることができない。アメリカ合衆国ではExpress B/Lという名称を用いる場合があるが、仕向け地によってはこの名称の認知度が低く、貨物引取りの際にトラブルとなる例もあるため、Waybillという表記の方が安心である。
遅滞無く貨物の引き取りができるようにすることが求められるが、このような要求に反して、あまりに時間がたって銀行に持ち込んだ場合、貨物が変質して価値が下がっていたり、滞船料がかかって損失を招いたりするおそれがあるため、買取が拒絶されることがある。このような船荷証券をStale B/L（ステイル B/L）という。

## 船荷証券の電子化の動き
近年の航空機や高速コンテナ船による物流の高速化により、これまでの船荷証券による取引が貨物の流れに追いつかないケースが増加してきた（船荷証券の危機）。また、船荷証券を含む貿易関係の書類の電子化を進め、業務の効率化と高速化を進めるべきという動きが世界各国で高まっている。
各国における船荷証券の電子化の動きは、輸出入通関関連の書類の電子化と歩調を合わせて官民合同で進められている。代表的なものとしては、欧州で進められているボレロ (BOLERO / Bill Of Lading Electronic Register Organization) ・プロジェクト、日本で経済産業省が主導し、日本の銀行・商社などが推進する貿易金融EDI（TEDI / Trade Electronic Data Interchange）などがある。
本来、船荷証券は国際的な貿易取引に使われるものであるから、その電子化は世界的な基準統一の動きが図られてしかるべき分野であるが、現時点ではそのような動きはなく、各国または地域ごとに推進されている。将来的には、いずれかの方式がデファクトスタンダードになっていく可能性もある。

## OCEAN B/LとHOUSE B/Lの違い
| Ocean B/L |  |  |  |  |  |  |  |                    |
|           |  |  |  |  |  |  |  | House B/L (貨物#1) |
|           |  |  |  |  |  |  |  |                    |
|           |  |  |  |  |  |  |  | House B/L (貨物#2) |
|           |  |  |  |  |  |  |  |                    |
|           |  |  |  |  |  |  |  | House B/L (貨物#3) |
|           |  |  |  |  |  |  |  |                    |

※一本の混載コンテナから、複数のHouse B/Lが生まれる
船を所有する船会社、或いは、その船会社から委託された船舶代理店が発行する船荷証券を「CARRIERS B/L」というのに対して、実際に船を所有せず船会社の船腹を借りて輸送するフォワーダー業者（或いはNVOCC業者)が発行する船荷証券をHOUSE B/Lという。船荷証券としての性質や価値は全く同じものである。
CARRIER'S B/Lは、OCEAN B/L、MASTER B/L、1ST CARRIERS B/Lとも呼ばれる。また、HOUSE B/Lも、NVOCC B/L、FOWARDERS B/Lとも呼ばれる